# Kultura materialna
Kultura materialna – termin występujący w dwojakim znaczeniu:
- wszystkie wytwory i działania człowieka, które należą do sfery kultury, ale służą wyłącznie lub głównie umożliwianiu i podtrzymywaniu materialnego istnienia człowieka jako żywego organizmu i gatunku[1]. Należy do niej m.in. zbieractwo, łowiectwo, przygotowanie pokarmów, odzieży, budowli[2]. W polskiej etnologii często wyróżniana obok kultury duchowej i społecznej[3][4];
- wytwory kulturowe wyrażone materialnie[4], badanie kultury poprzez artefakty[5].